# Paul Viejo
Paul Viejo (Nacido en 1978) es un escritor, editor y crítico literario español.

## Biografía
Su obra abarca la novela, el cuento, la poesía y el teatro, y por ella ha recibido, entre otros, los premios Blas de Otero de Poesía 2001 y Nacional de novela Francisco Ayala 2002, además de haber recibido una beca en la primera promoción de la Fundación Antonio Gala.
Ha cursado estudios de Filología Eslava en Madrid y desempeñado su labor profesional en el sector editorial. Ha sido colaborador habitual del diario Público y realizado reseñas de libros en diversos medios españoles, como la revista Mercurio o el suplemento cultural del diario ABC.

## Obra
Narrativa
- Los ensimismados, Páginas de Espuma, 2011. ISBN 978-84-8393-092-2
- La madera y la ceniza (Premio Nacional de Novela Francisco Ayala), Univ. Popular, 2003. ISBN 84-95710-18-8.

Poesía
- Patchwork de rosas (incluido en Después de todo), Cuadernos de Sandua, Cajasur, 2003. ISBN 84-7959-511-6.
- Extraña forma de memoria (Premio Blas de Otero), UCM, 2002. ISBN 84-699-7364-9.

Teatro
- La bolsa (road-radio), Dioniso, Diputación de Cáceres, 2008. ISSN 1886-3426
- Quinta Avenida esquina con qué (IX Premio Arte Joven), Ñaque, 2006. ISBN 84-89987-91-2.

Ensayo
- Sherlock Holmes. Biografía, Páginas de Espuma, 2003. ISBN 84-95642-31-X.

Ediciones
- Cuentos completos. Narrativa breve, reportajes, diarios, relatos cinematográficos, de Isaak Bábel, ed. y trad. de J. García Gabaldón, E. Moya Carrión, A. Serraller Calvo y P. Viejo, Páginas de Espuma, 2021. ISBN 978-84-8393-290-2
- Cuentos completos, de Antón Chéjov, Obra completa en cuatro volúmenes. Páginas de Espuma.

1. De 1880 a 1885, 2013. ISBN 978-84-8393-149-3
2. De 1885 a 1886, 2014. ISBN 978-84-8393-173-8
3. De 1887 a 1893, 2015. ISBN 978-84-8393-190-5
4. De 1894 a 1903, 2016. ISBN 978-84-8393-207-0

- Diario de un escritor, de Fiódor Dostoievski, Páginas de Espuma, 2010. ISBN 978-84-8393-039-7.
- A mar abierto. Poesía 1973-2003, de Elsa López, Hiperión, 2006. ISBN 84-7517-836-7.
- La Ordenación (Retrospectiva 1980-2004), de Ana Rossetti, Fundación Lara, 2004. ISBN 84-96152-39-1.

Traducciones
- Contra el trabajo, de Giuseppe Rensi, Firmamento, 2021. ISBN 978-84-123407-6-1.
- "El molino chino" y "Plaza Vieja, 4" (guiones cinematográficos) en Cuentos completos, de Isaak Bábel, Páginas de Espuma, 2021. ISBN 978-84-8393-290-2.
- Tema del adiós, de Milo De Angelis, Ediciones La Palma, 2016. ISBN 978-84-8393-010-6.
- Correspondencia 1899-1904, de Antón Chéjov y Olga Knipper, Páginas de Espuma, 2008. ISBN 978-84-8393-010-6.